# جنگ داخلی ساسانیان (۶۲۸–۶۳۲)
جنگ داخلی ساسانی که در میانه سال‌های ۶۲۸ تا ۶۳۲ میلادی رخ‌داد، اشاره به دسته‌ای از درگیری‌ها دارد که پس از اعدام خسرو پرویز، پادشاه ساسانی، میان نجیب‌زادگان جناح‌های مختلف کشور، به‌ویژه جناح پهلو و جناح پارسیگ درگرفت. در جریان این درگیری‌ها، چهار جناح پارسیگ، پهلو، نیمروز و نیروهای اسپهبد شهربراز با یکدیگر روبرو شدند. از زمان مرگ خسرو پرویز تا برتخت نشینی یزدگرد سوم، در طول این چهار سال، چهارده تن، خود را شاهنشاه ایران اعلام کردند و یکی پس از دیگری بدست یکدیگر سرنگون شدند. قدرت کشور به‌طور قابل توجهی تضعیف شد و قدرت مرکزی به دست فرماندهان کشور و جناح‌ها افتاد. در نهایت این نبردها راه را برای گشایش ایران بدست مسلمانان هموار ساخت.

## زمینه
در سال ۶۲۸ میلادی، خسرو پرویز توسط خانواده‌های فئودال ایران که شامل اسپهبد فرخ هرمزد و دو پسرش رستم فرخزاد و فرخزاد هرمزد از خاندان اسپهبد، شهربراز از خاندان مهران، جناح ارمنی به رهبری وارازتیروتس دوم باگراتونی و در نهایت کنادبک از خاندان کنارنگ سرنگون شد. در ۲۵ فوریه، شیرویه، پسر خسرو، به همراه فرمانده خود اسپاد گشنسپ، تیسفون را تصرف کردند و خسرو را به زندان انداختند. او سپس خود را به عنوان شاه معرفی کرده و نام سلطنتی قباد دوم را برای خودش انتخاب کرد. قباد تمام برادران و برادران ناتنی خود از جمله مردانشاه، که وارث و پسر مورد علاقه خسرو بود را اعدام کرد. او همه برادران، همه مردان کارآزموده، دلاور و جوانمرد را به قتل رسانید و دودمان ساسانی را از یک فرمانروای شایسته محروم ساخت. از او به عنوان یک «بیدادگر»، «دیوانه» و «بی پروا» یاد شده است. سه روز پس از این رویدادها او به مهر هرمزد دستور داد پدرش خسرو را نیز اعدام کند. پس از خودکشی خسرو، قباد مهر هرمزد را نیز کشت.
با توجه به اقدامات قباد، سلطنت او به عنوان نقطه عطفی در تاریخ ساسانی تلقی می‌شود و برخی از محققان برای آن نقشی اساسی در سقوط شاهنشاهی ساسانی قائل هستند. با سرنگونی و مرگ خسرو، جنگ داخلی و بی‌نظمی در قلمرو ساسانی به اوج خود رسید و قدرتمندترین اعضای نجیب‌زادگان به خودمختاری کامل دست یافته و شروع به ایجاد دولت‌های خود کردند. خصومت میان خاندان‌های اصیل پارسیگ و پهلو نیز از سر گرفته شد که سبب شکاف اجتماعی بزرگ در جامعه ایرانی شد. به سبب توافق نجیب‌زادگان ایرانی، قباد با امپراتور هراکلیوس که پیروز جنگ نیز شده بود، صلح کرد. این صلح به بیزانسی‌ها اجازه داد تا تمام سرزمین‌های از دست رفته خود، سربازان اسیر شده و غرامت جنگ را به همراه صلیب راستین و سایر آثاری که ایرانی‌ها در جریان محاصره اورشلیم در سال ۶۱۴ میلادی تصرف کرده بودند بدست آورند.
قباد تمام اموال فرخزاد هرمزد را نیز گرفته و او در استخر دستگیر کرد. در این دوره پیروز خسرو رهبری جناح پارسیگ را بر عهده گرفت و اسپهبد فرخ هرمزد نیز رهبری جناح پهلو را بر عهده داشت. قباد پس از چند ماه سلطنت در ۶ سپتامبر ۶۲۸ میلادی بر اثر طاعون شیرویه درگذشت و پسر هشت ساله اش اردشیر سوم جانشین او شد.

## مرحله اولیه جنگ داخلی

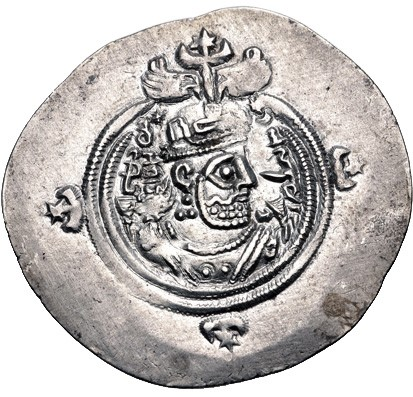
سکه فرخ هرمزد

در دوران فرمانروایی اردشیر سوم، ماه آذرگشنسپ به عنوان وزیر او منصوب شد. او موفق شد تا وضع نابسامان کشور را تا حد زیادی اداره کند. یک سال بعد شهربراز با نیروی ۶۰۰۰ نفری به سمت تیسفون لشکرکشی کرده و شهر را محاصره کرد. شهربراز اما نتوانست شهر را تصرف کند و سپس با پیروز خسرو رهبر جناح پارسیگ و وزیر پیشین کشور در دوران پادشاهی قباد دوم، ائتلافی تشکیل داد. او همچنین با نامدار گشنسپ، اسپهبد نیمروز، نیز ائتلاف کرد. شهربراز با کمک این دو شخصیت قدرتمند تیسفون را تصرف کرد و اردشیر سوم را به همراه خود ماه آذرگشنسپ از جمله دیگر نجیب‌زادگان ساسانی مانند اردبیل اعدام کرد. چهل روز بعد شهربراز به دست فرخ هرمزد به قتل رسید. او بوران دختر خسرو پرویز را به شاهی رساند. سپس بوران، فرخ هرمزد را به عنوان وزیر کشور منصوب کرد.
پس از مدتی بوران توسط شاپور شهروراز، پسر خواهر (میرهران) خسرو پرویز، و شهربراز یک غاصب دیگر ساسانی خلع شد. او اندکی پس از آن، توسط پیروز و جناحش که حکومت او را به رسمیت نمی‌شناختند، عزل شد. پیروز نیز آزرمی‌دخت، خواهر بوران را به شاهی رساند.

## مرحله پایانی جنگ داخلی
آزرمی‌دخت به توصیه نجیب‌زادگان فرخزاد هرمزد را از بازداشت آزاد کرده و او را در مقام بالا گماشت، اما فرخزاد هرمزد این دعوت را رد کرده و از خدمت زیر دست یک زن سرباز زد. سپس در آتشکده‌ای در استخر بازنشسته شد. فرخ هرمزد برای تقویت جایگاه خود و ایجاد رابطه موقتی بین پهلوی و پارسیگ، از آزرمی‌دخت (که نامزد پارسیگ بود) خواست تا با او ازدواج کند. آزرمی‌دخت اما نپذیرفت. فرخ هرمزد پس از رد پیشنهادش، «آشکارا خود را صاحب تاج و تخت» اعلام کرد و گفت «امروز من رهبر مردم و ستون کشور ایران هستم». او ضرب سکه را به همان شیوه سلطنتی آغاز کرد، به ویژه در استخر، پارس و نهاوند در ماد. آزرمی‌دخت نیز برای مقابله با فرخ هرمزد، گویا با سیاوخش از خاندان مهران که نوه بهرام چوبین، فرمانده معروف نظامی (اسپهبد) و مدت کوتاهی شاه ایران بود، متحد شد. آزرمی‌دخت با کمک سیاوخش، فرخ هرمزد را به قتل رساند. رستم فرخ‌هرمزد پسر فرخ هرمزد که در آن زمان در خراسان مستقر بود، جانشین وی در رهبری جناح پهلوی شد. او برای گرفتن انتقام پدرش رهسپار تیسفون شد و «هر لشکر آزرمی‌دخت را که به او می‌رسید شکست می‌داد». سپس در تیسفون نیروهای سیاوخش را شکست داد و شهر را تصرف کرد.
آزرمی‌دخت اندکی بعد توسط رستم نابینا و کشته شده و او بوران را به سلطنت بازگرداند. با این حال، در سال بعد شورشی در تیسفون درگرفت. در حالی که ارتش ایران به امور دیگری مشغول بود، جناح پارسیگ که از نایب السلطنه رستم ناراضی بود، خواهان سرنگونی بوران و بازگرداندن شخصیت برجسته پارسیگ بهمن جادویه شد که توسط بوران برکنار شده بود. بوران پس از مدتی، احتمالاً بر اثر خفگی توسط پیروز خسرو کشته شد. بدین ترتیب خصومت‌ها بین دو جناح از سر گرفته شد. با این حال، مدتی نگذشت که رستم و پیروز خسرو هر دو توسط مردان خود که از وضعیت رو به افول کشور نگران شده بودند، مورد تهدید قرار گرفتند. رستم و پیروز خسرو به این ترتیب توافق کردند که بار دیگر با یکدیگر همکاری کنند و نوه خسرو پرویز یعنی یزدگرد سوم را بر تخت نشاندند و بدین ترتیب به جنگ داخلی پایان دادند.

## اثرات جنگ داخلی

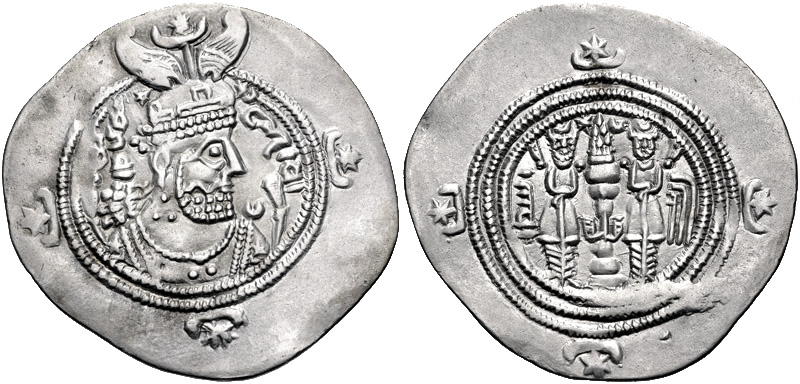
سکه یزدگرد سوم.

شاهنشاهی ساسانی در زمانی که یزدگرد سوم بر تخت نشست بسیار ضعیف شده بود. پادشاه جوان اقتدار لازم برای ایجاد ثبات در کشور گسترده خود را نداشت، کشور که به سرعت به دلیل درگیری‌های داخلی بی‌پایان، میان فرماندهان ارتش، درباریان، و اعضای قدرتمند نجیب‌زادگان، که در حال جنگ با یکدیگر بودند و یکدیگر را از بین می‌بردند، در حال فروپاشی بود. در این زمان بسیاری از فرمانداران استقلال خود را اعلام کرده و پادشاهی مستقل خود را ایجاد کرده بودند. حکام استان‌های مازون و یمن پیش‌تر در طول جنگ داخلی ۶۲۸ تا ۶۳۲، استقلال خود را اعلام کرده بودند و به این ترتیب حکومت ساسانی در شبه‌جزیره عربستان که در همین زمان تحت لوای اسلام متحد می‌شد از هم پاشید. کشور بیشتر شبیه سیستم فئودالی اشکانی پیش از سقوط شاهنشاهی اشکانی وجود داشت شده بود.
یزدگرد، اگرچه توسط هر دو جناح پارسیگ و پهلوی به عنوان شاه برحق تأیید می‌شد، اما به نظر نمی‌رسید که بر تمام کشور خود تسلط داشته باشد. در واقع، در سال‌های اول حکومت او سکه‌هایش فقط در پارس، سک‌ستان و خوزستان ضرب می‌شد. این مناطق تقریباً مطابق با مناطق جنوب غربی (خاوران) و جنوب شرقی (نیمروز) بود که جناح پارسیگ در آنجا مستقر بود. جناح پهلوها که عمدتاً در بخش شمالی کشور مستقر بودند، از ضرب سکه‌های یزدگرد خودداری می‌کردند. کشور همچنین در این دوران در همه جبهه‌ها مورد تهاجم قرار گرفت. کشور از شرق با گوک‌ترک‌ها، از غرب با خزرهایی که به ارمنستان و آذربادگان حمله کردند درگیر بود. همچنین ارتش ساسانی به دلیل جنگ با بیزانس و درگیرهای داخلی بشدت تضعیف شده بود. شرایط کشور آنقدر آشفته و وضعیت ملت آنقدر نگران کننده شده بود که «مردم آشکارا از سقوط کشور خود صحبت می‌کردند و نشانه‌های این سقوط را در بلایای طبیعی می‌دیدند». کشور پس از مدتی با حمله اعراب از هم پاشید، و طی آن یزدگرد در سال ۶۵۱ احتمالاً به تحریک یکی از رعایای خود کشته شد.

## یادداشت
1. ↑  اینطور بنظر می‌رسد که این فرد جدای از شهربراز پیشین باشد، آنگونه که در متن گفته شد شهربزار پیشین کشته شده بود.